# Рубцов, Василий Иванович
Васи́лий Ива́нович Рубцо́в (13 [26] апреля 1913 — 4 апреля 1973) — советский государственный деятель. Депутат Верховного Совета СССР 7 созыва. Доктор сельскохозяйственных наук (1964), профессор (1964).

## Биография
Родился в местечке Монастырщина Мстиславского уезда.
Работал учителем в школе 1-й ступени (1929—1931, Бытошь ныне Брянской области), установщиком на заводе им. Ф. Энгельса (1931—1933, Ленинград). В 1933—1939 годы учился в Ленинградской лесотехнической академии, одновременно работал таксатором (трест «Авиалес», 1937—1938; проектное бюро ГУЛАГа, 1938—1939).
С 1939 года работал старшим инспектором Наркомата лесной промышленности СССР; в 1940 году поступил в аспирантуру Ленинградской лесотехнической академии.
В 1941—1945 годах — участник Великой Отечественной войны, прошёл путь от командира батареи 789-го артиллерийского полка (251-я стрелковая дивизия) до первого помощника начальника штаба 7-й гаубичной артбригады 2-й артиллерийской дивизии Войска Польского. В 1943 году вступил в ВКП(б). Демобилизован в звании майора.
В 1945—1947 годы — заместитель директора дворцов и парков Петродворца. С 1947 года — аспирант, затем старший преподаватель кафедры общего лесоводства Ленинградской лесотехнической академии, одновременно начальник партии 1-го разряда «Леспроект».
В 1951—1963 годы — заведующий кафедрой лесных культур и одновременно (1951—1962) ректор Воронежского лесотехнического института.
С 1963 года — начальник управления лесного хозяйства Госкомитета по лесной, целлюлозно-бумажной, деревообрабатывающей промышленности и лесному хозяйству при Госплане СССР; в 1966—1970 годы — председатель Государственного комитета лесного хозяйства Совета Министров СССР.
Депутат (от Карельской АССР) Совета национальностей Верховного Совета СССР 7-го созыва (1966—1970).
С апреля 1970 года персональный пенсионер союзного значения.
Похоронен на Новодевичьем кладбище.

## Избранные труды
- Рубцов В. И. Культуры сосны в лесостепи Центрально-чернозёмных областей : Автореф. дис. … д-ра с.-х. наук. — Воронеж, 1963. — 29 с.
- Рубцов В. И. Культуры сосны в лесостепи центрально-чернозёмных областей. — М.: Лесная пром-сть, 1964. — 316 с.
  - Рубцов В. И. Культуры сосны в лесостепи (их рост и производительность). — 2-е изд., перераб. — М.: Лесная пром-сть, 1969. — 285 с. — 1000 экз.
- Рубцов В. И. Обследование лесных культур : (Метод. указания для сбора полевых материалов для студентов-дипломников лесохоз. фак.) / М-во сельского хозяйства СССР. Воронежский лесотехн. ин-т. — Воронеж : Б. и., 1957. — 14 с.
- Рубцов В. И., Новосельцева А. И., Попов В. К., Рубцов В. В. Биологическая продуктивность сосны в лесостепной зоне / АН СССР, Лаб. лесоведения. — М. : Наука, 1976. — 223 с. — 1100 экз.
- Рубцов В. И., Трещевский И. В. Обследование лесных культур : (Метод. указания) / Юго-Вост. трест «Леспроект». 2-я Воронежск. экспедиция. Воронежск. лесотехн. ин-т. — Воронеж : Б. и., 1960. — 23 с.

## Награды
- орден Красной Звезды (13.03.1943)[2]
- орден Отечественной войны I степени (30.08.1945)[3]
- орден «Знак Почёта»